# Halobates sericeus
Halobates sericeus är en insektsart som beskrevs av Johann Friedrich von Eschscholtz 1822. Halobates sericeus ingår i släktet Halobates och familjen skräddare. Inga underarter finns listade i Catalogue of Life.